# Katholisches Internationales Zentrum Hannover

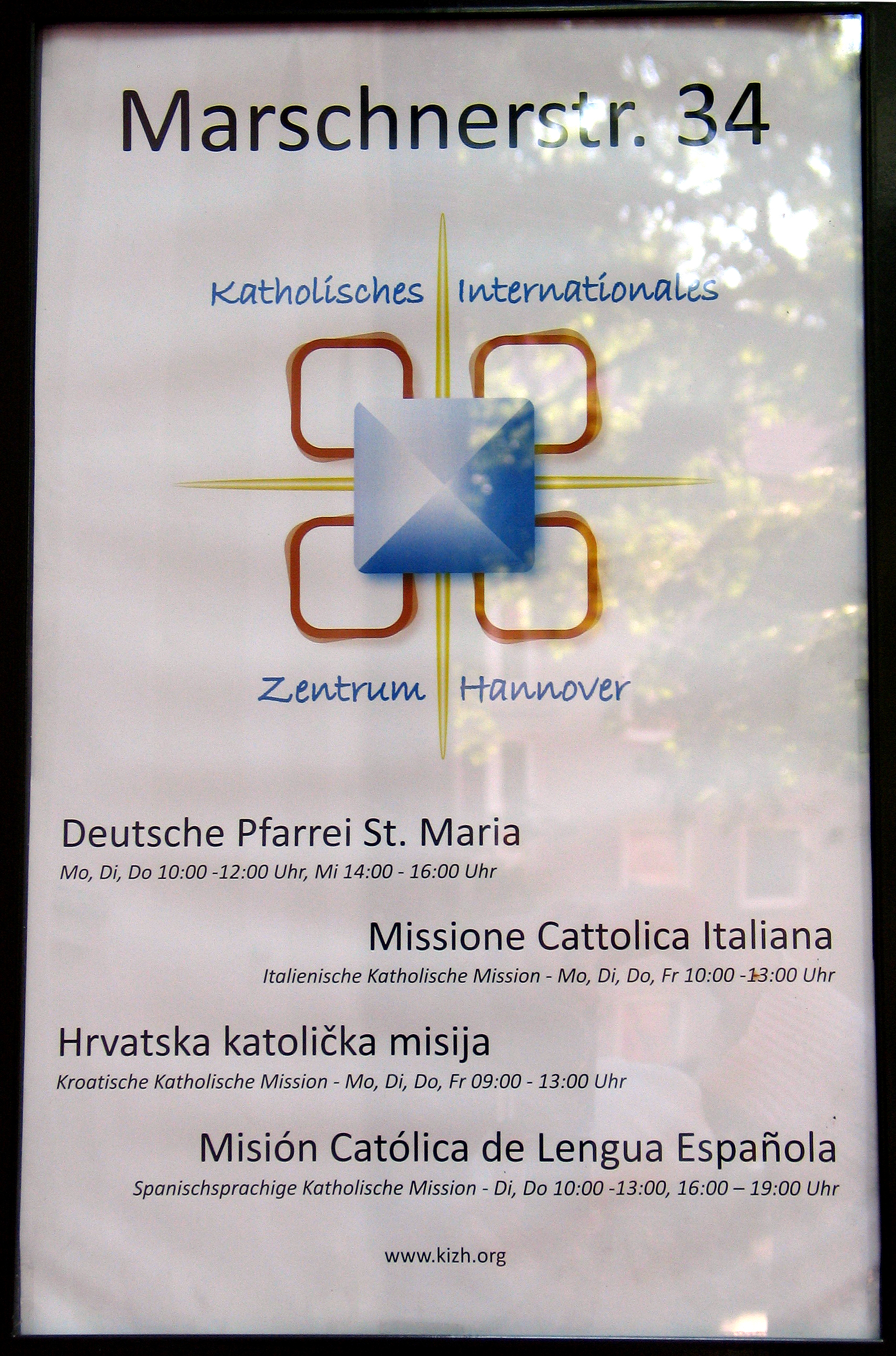
Infotafel vor dem Gebäude Marschnerstraße 34 in der Nordstadt von Hannover

Das Katholische Internationale Zentrum Hannover ist ein Zentrum für Christen katholischen Glaubens verschiedener Muttersprachen. Es dient als Ort der Seelsorge und für Gottesdienste, kulturelle Aktivitäten und international ausgerichtete Feste sowohl für Migranten und Einheimische. In der Einrichtung in der Marschnerstraße 34 in der Norstadt von Hannover kooperieren die Pfarrgemeinde St. Maria mit der kroatischen, der italienischen und der spanischsprachigen Mission. Zudem haben muttersprachliche Gruppen wie beispielsweise die der Tamilen und der Litauer dort ihren Treffpunkt. Zum Gebäude gehört zudem die Kindertagesstätte St. Maria.
Das 2006 gegründete Zentrum ist ein in seiner Art bundesweit einmaliges Begegnungszentrum. Es wird von Probst Martin Tenge geleitet. Träger ist der Gesamtverband katholischer Kirchengemeinden in der Region Hannover.

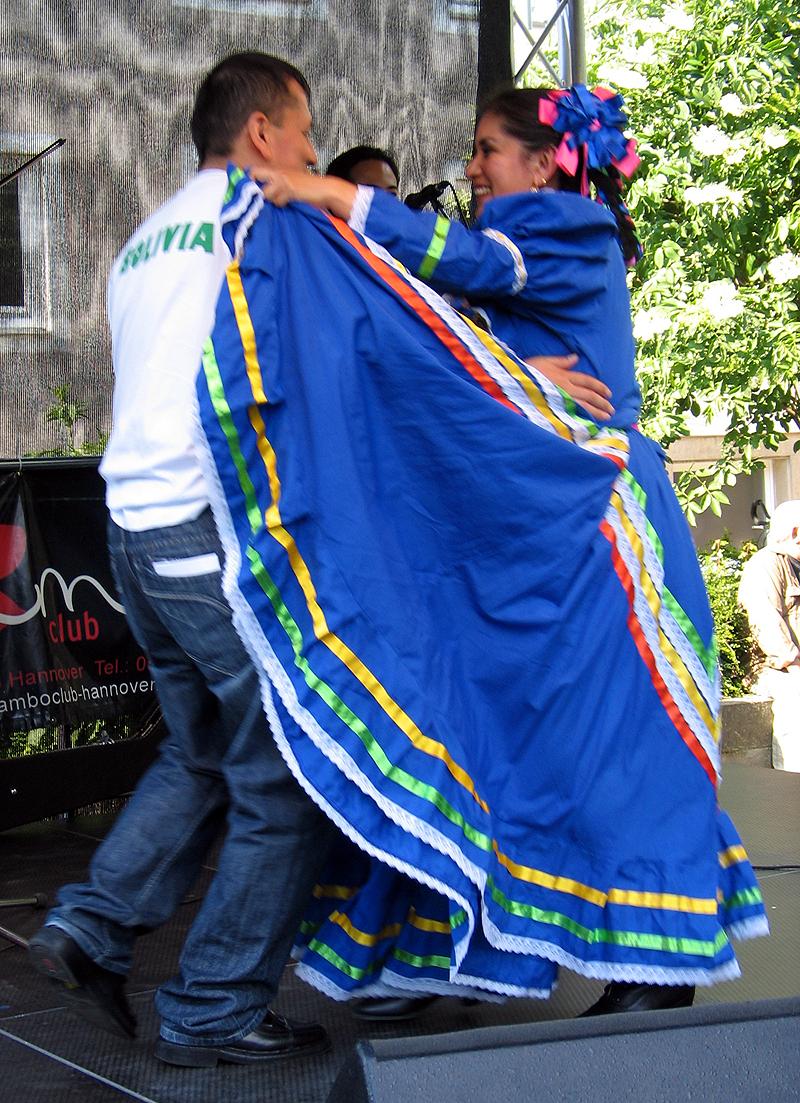
Ein Tänzchen mit Pastor Salvador Terrazas Cuellar aus Bolivien
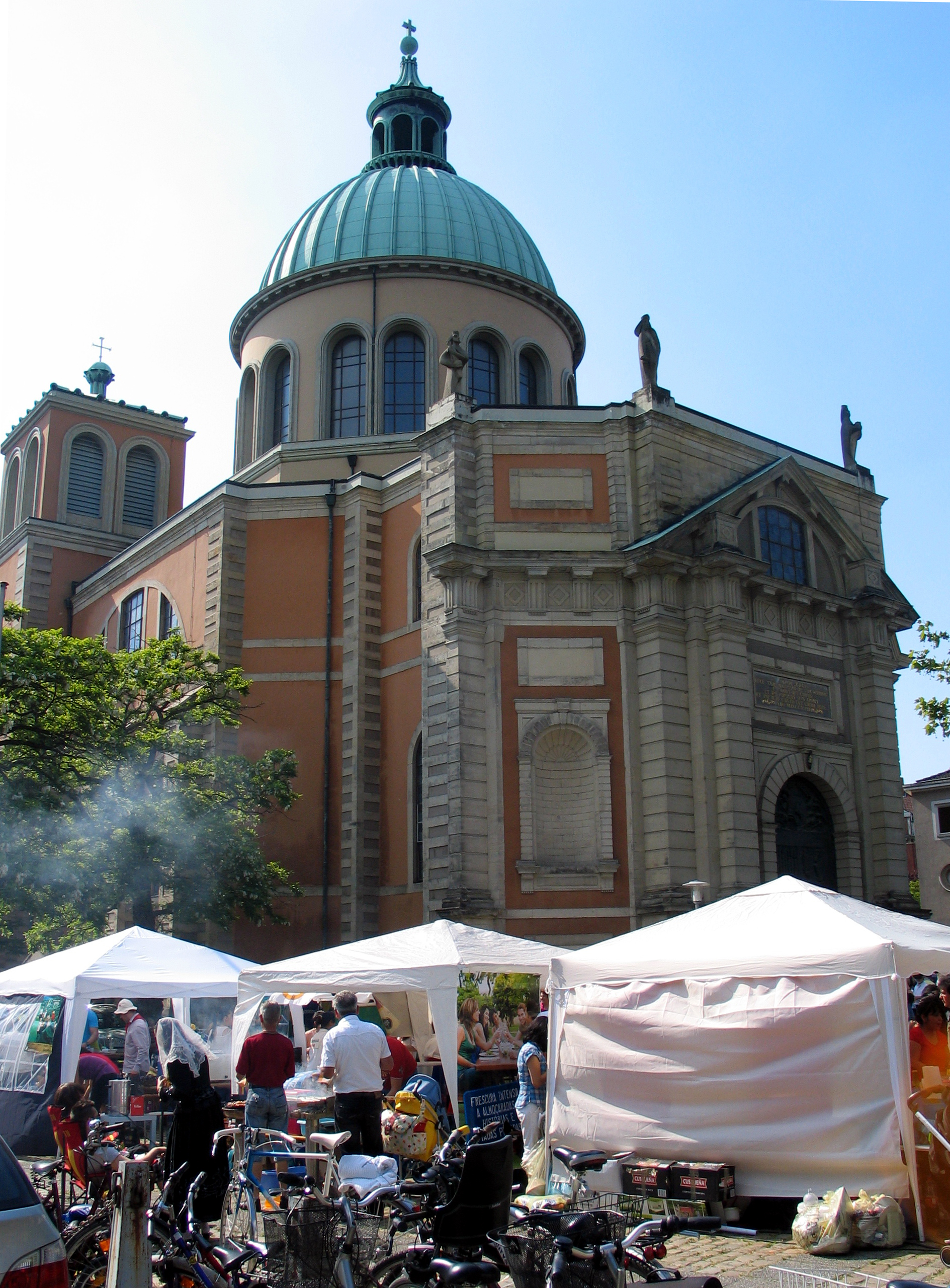
Vom KIZH 2013 veranstaltet: Das Fest Plaza Cultural Iberoaméricana vor der Basilika St. Clemens
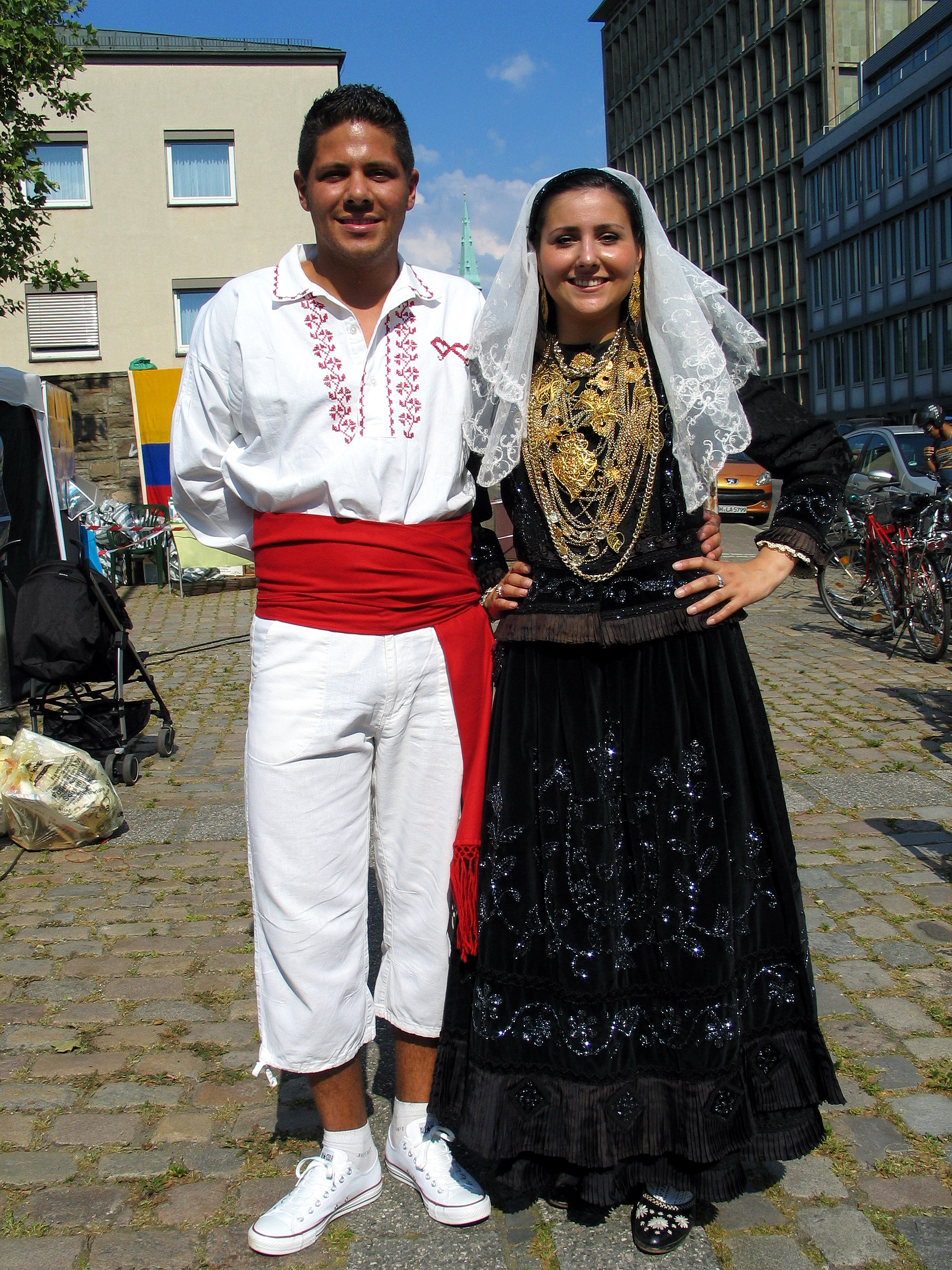
Ruben Pardodos Santos als Bauer und Vanessa Pardo dos Santos als Braut in typischen Trachten aus Portugal
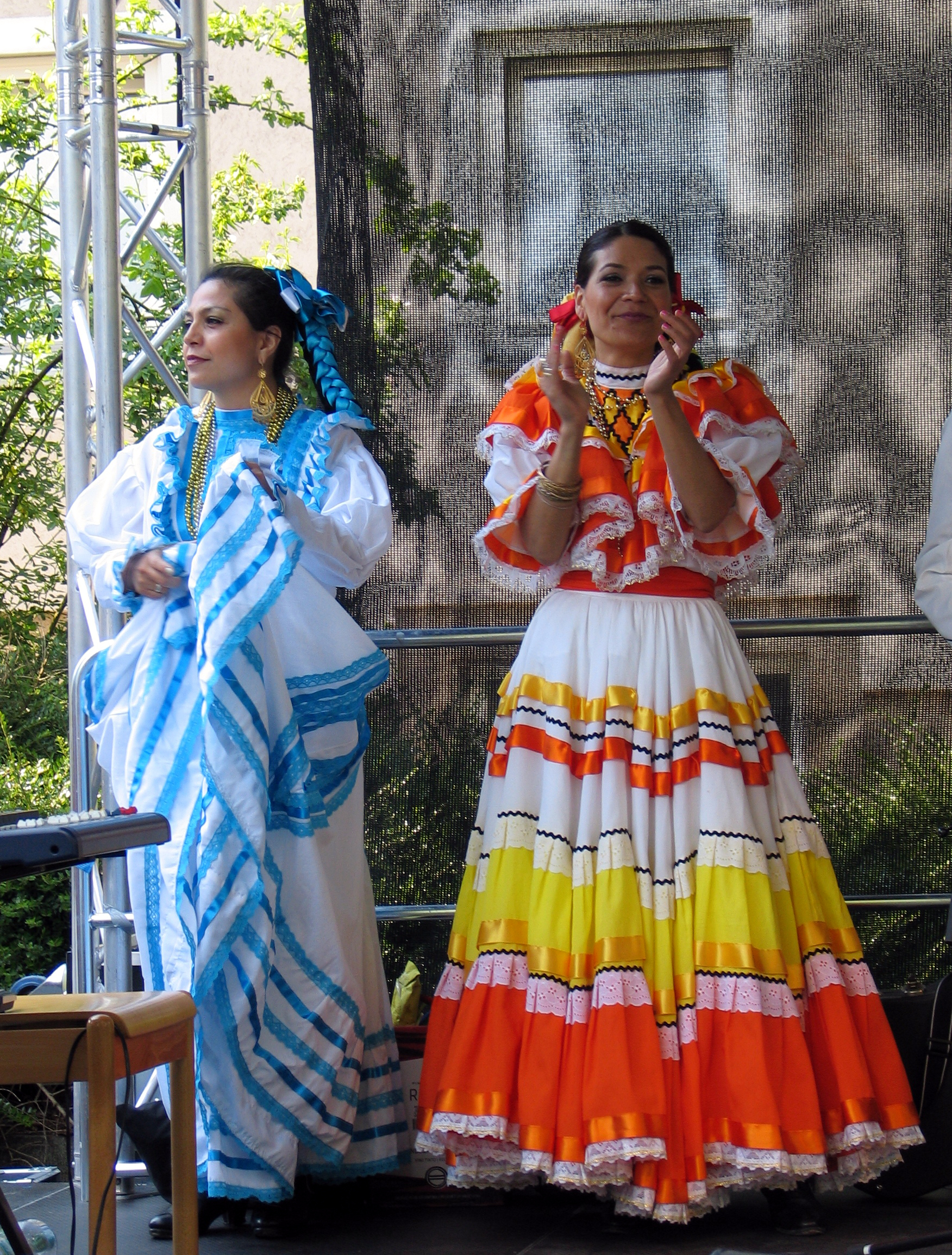
Die Musikgruppe Sol Mexiko – aus Mexiko
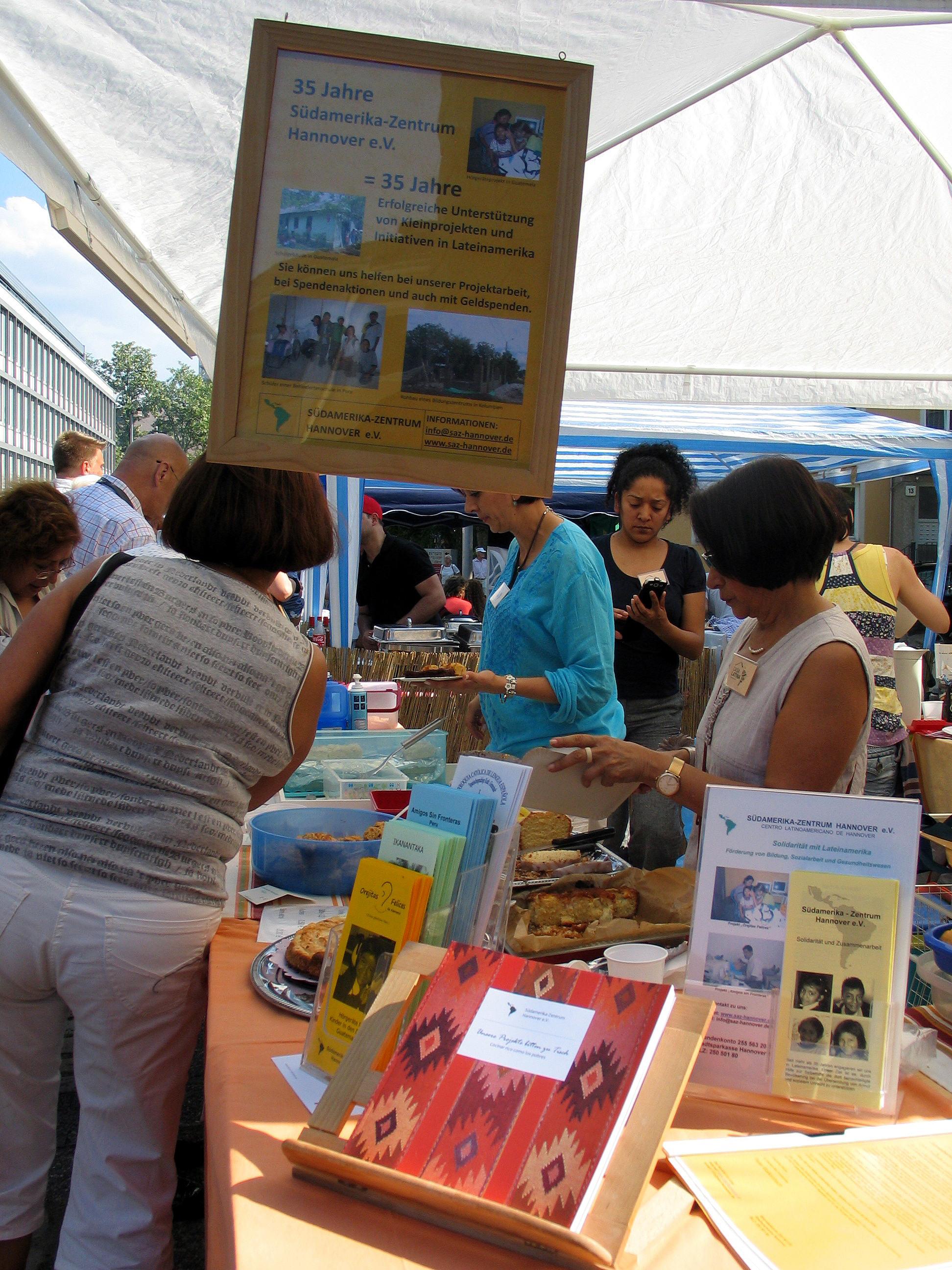
Infostände der KIZH

## Schriften
- Markus Breuckmann (Red.): Katholisches Internationales Zentrum Hannover. Eine Einrichtung des Bistums Hildesheim., Hrsg.: KIZH, Hannover: 2009; als PDF-Broschüre